# رالي إستونيا
رالي إستونيا (بالإستونية: Rally Estonia)‏ هو سباق رالي للسيارات أقيم لأول مرة في عام 2010 في إستونيا، دخل ضمن سباقات موسم بطولة العالم للراليات في عام 2020.
وهو الحدث الأكبر في رياضة السيارات في إستونيا، يقام في جنوب البلاد على طرق حصوية انطلاقا من مدينة تارتو حيث يقع مقر التجمع وحديقة الخدمات. كان رالي إستونيا خلال الفترة من 2014 إلى 2016 أحد جولات بطولة الرالي الأوروبية.

## سجل السائقين الفائزين
هذه قائمة بسجل السائقين والمصنعين الأكثر فوزا

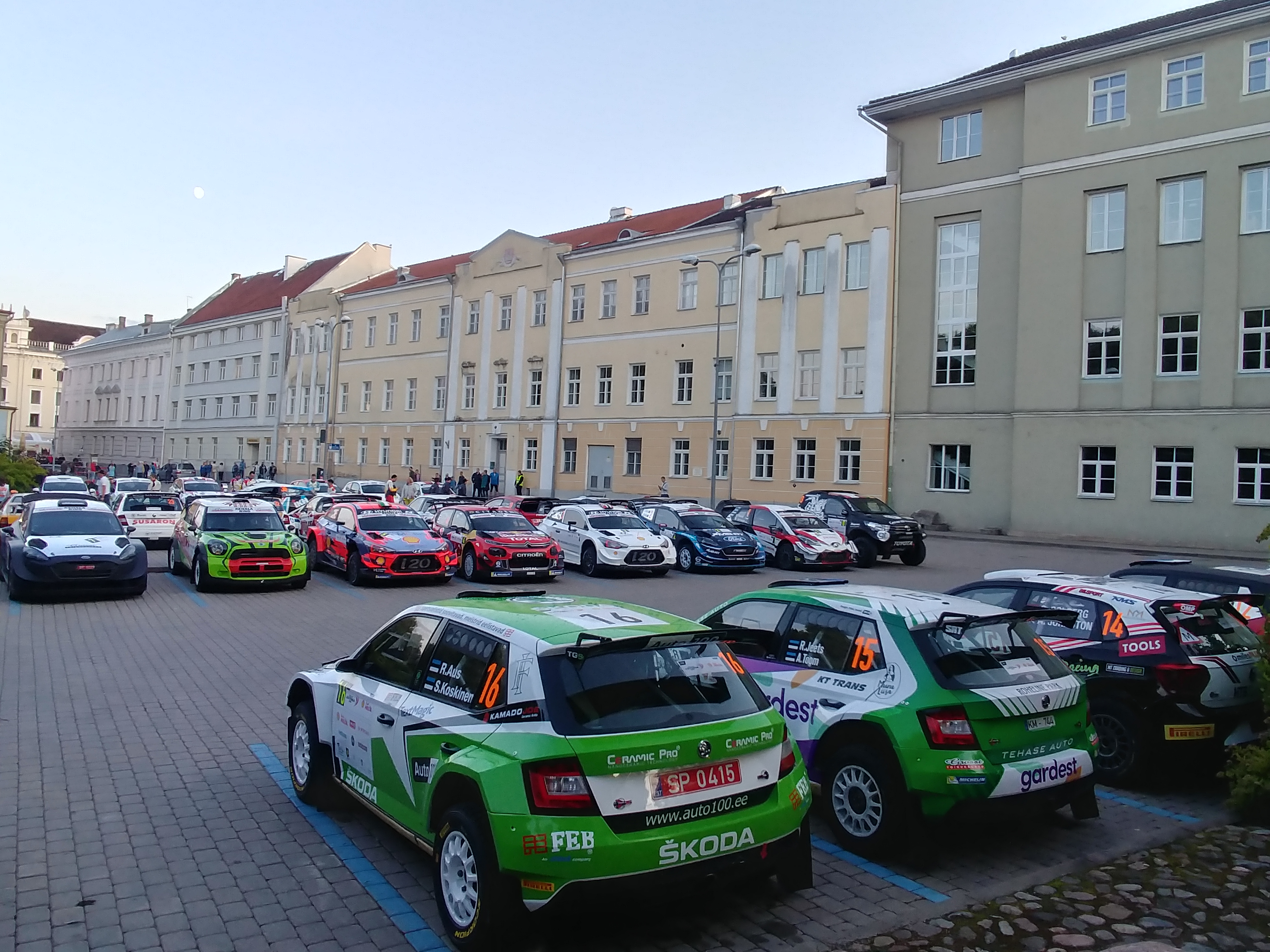
مقر التجمع في تارتو إستونيا.

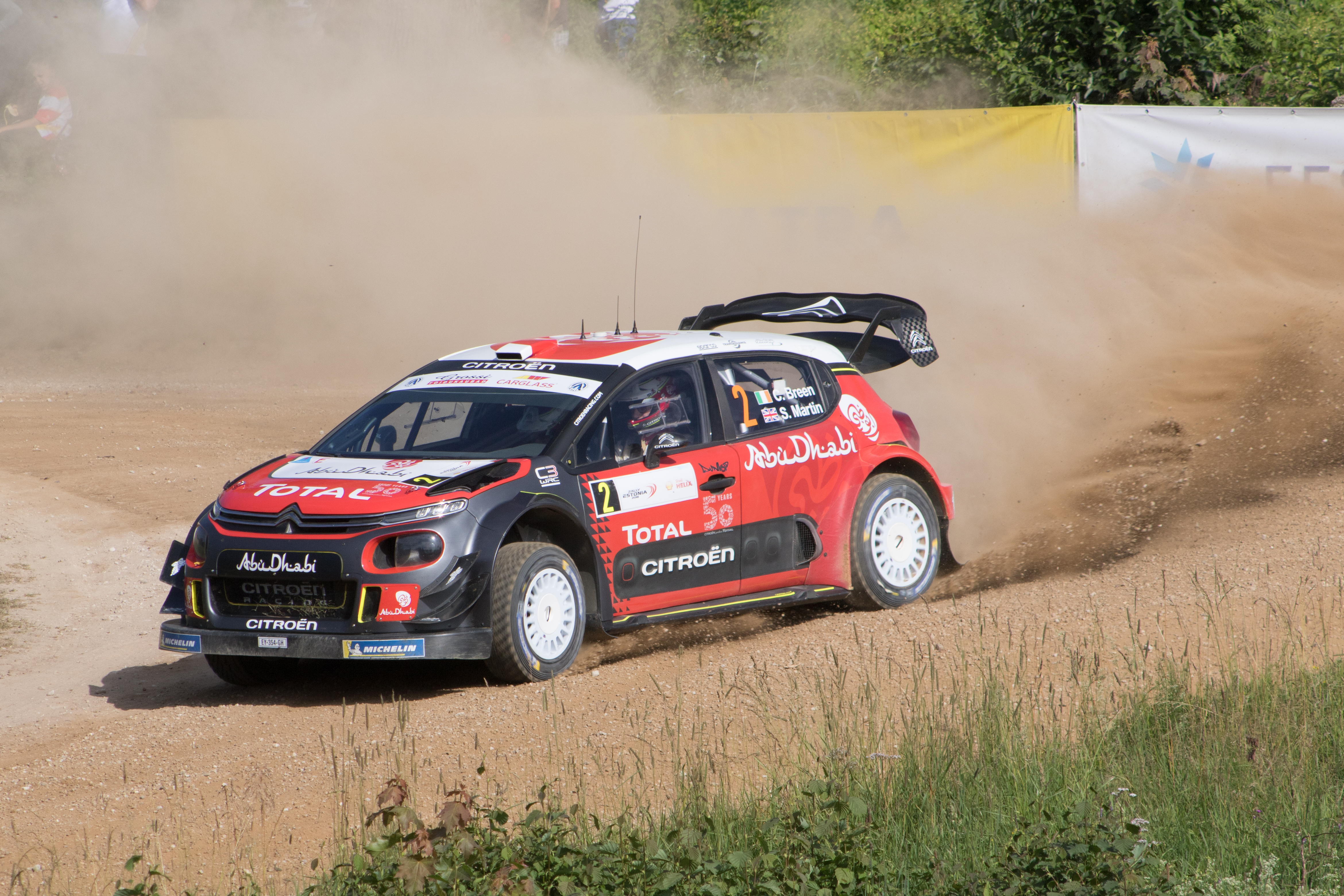
السائق كريغ برين على سيارة سيتروين سي 3 WRC في الرالي لعام 2018.

| مرات فوز | السائق         |
| -------- | -------------- |
| 4        | أوت تاناك      |
| 2        | مادس أستبرج    |
| 2        | كالي روفانبيرا |

| مرات فوز | المصنع |
| -------- | ------ |
| 5        | فورد   |
| 4        | تويوتا |